# Eparhia de Cluj-Gherla

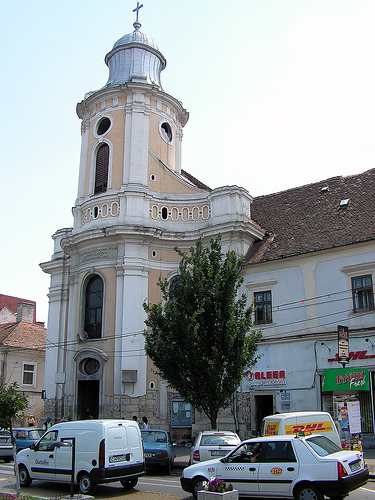
Catedrala "Schimbarea la Față" din Cluj

Episcopia de Cluj-Gherla (în latină Dioecesis Claudiopolitana-Samusuivariensis Romenorum) este o eparhie a  Bisericii Române Unite cu Roma, Greco-Catolică. Catedrala „Schimbarea la Față” din Cluj servește drept biserică episcopală din anul 1930. Catedrala greco-catolică din Gherla este în prezent ocupată de o parohie ortodoxă. Pe 2 iunie 2005 patriarhul Teoctist a anunțat restituirea lăcașului, fapt nedus până în prezent la îndeplinire.
Actualul episcop al Eparhiei de Cluj-Gherla este Claudiu-Lucian Pop.

## Istorie

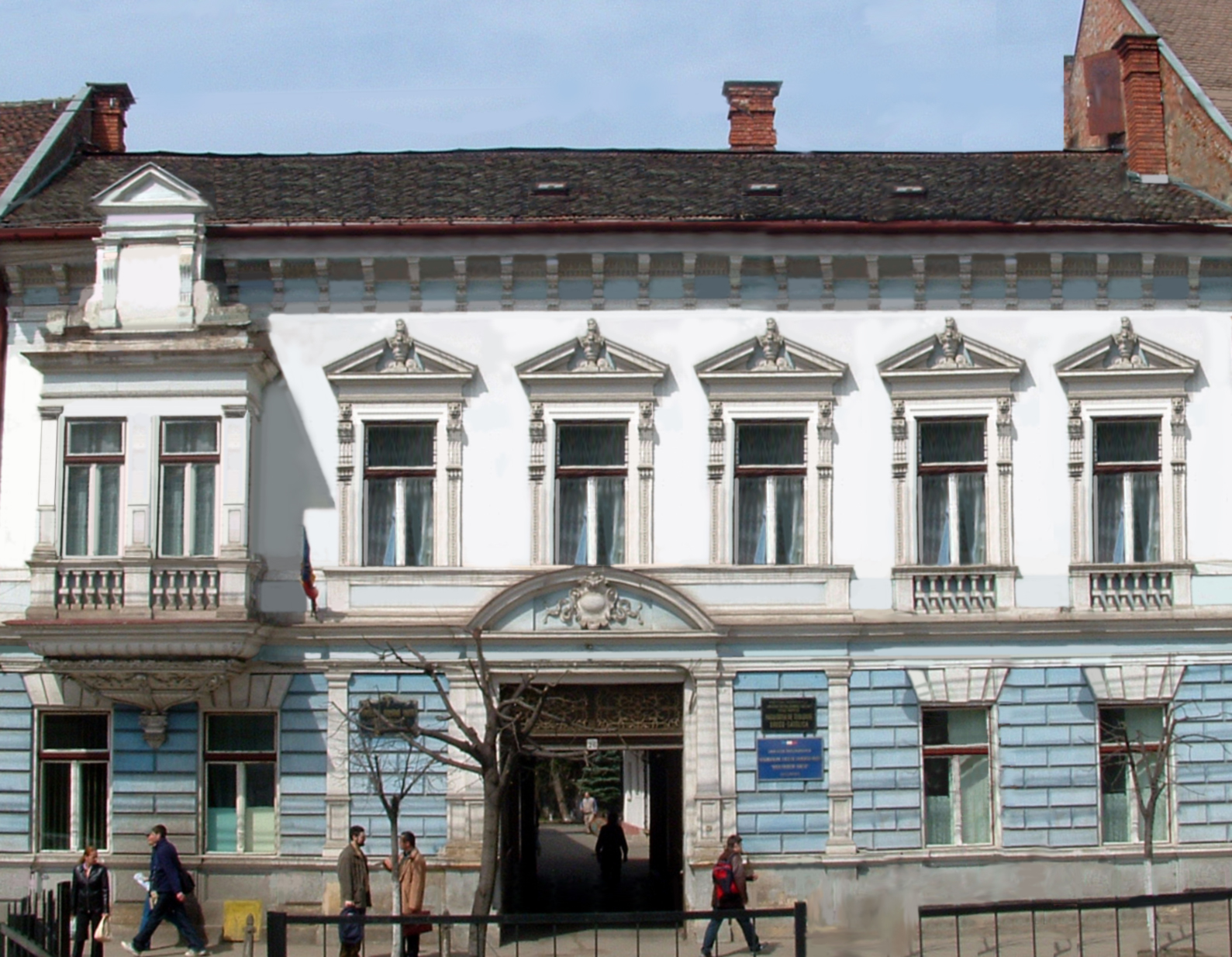
Actualul sediu al Eparhiei de Cluj-Gherla

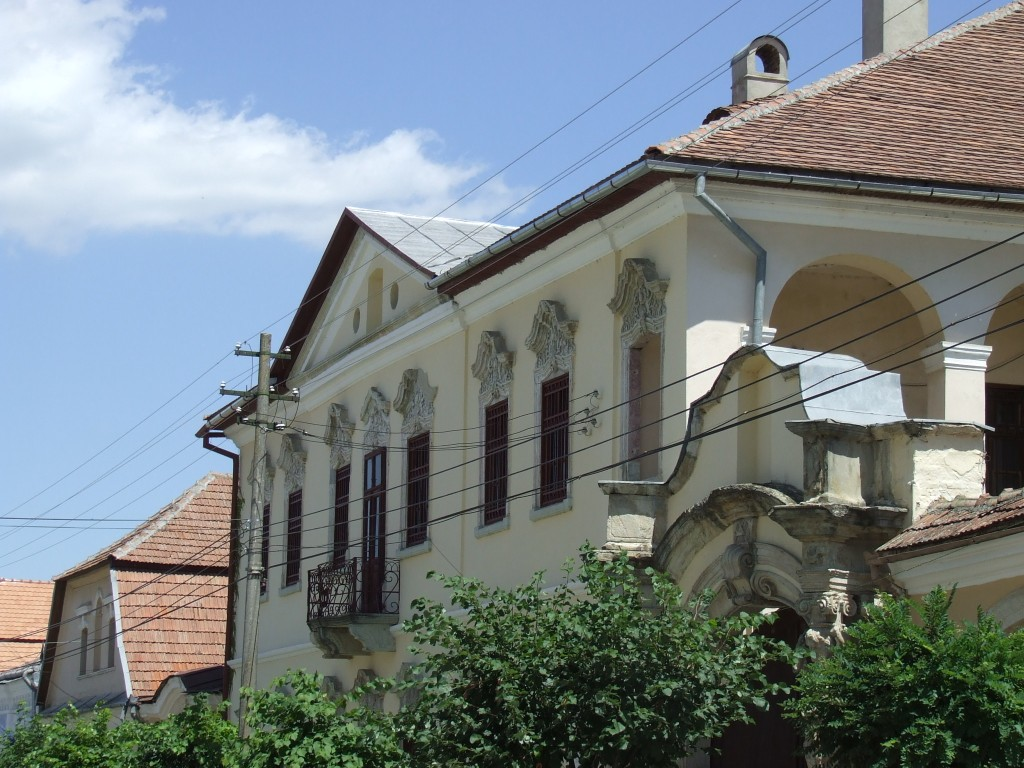
Clădirea Seminarului Diecezan din Gherla (în prezent, muzeu orășenesc)

Împărțirea administrativă a Bisericii Greco-Catolice Române

### La Gherla
Episcopia greco-catolică de Gherla a fost înființată de Papa Pius al IX-lea la 26 noiembrie 1853 prin bula "Ad Apostolicam Sedem" ca episcopie sufragană (subordonată) Arhiepiscopiei de Alba Iulia și Făgăraș cu sediul la Blaj, devenit și sediul Mitropoliei Române Unite. Această dieceză nou înființată cuprindea 540 de parohii din nord-vestul Transilvaniei, împreună cu alte 94 de parohii preluate din Eparhia Greco-Catolică de Muncaci (azi, în Ucraina Transcarpatică), împreună totalizând  634 parohii cu 410.000 de credincioși. 

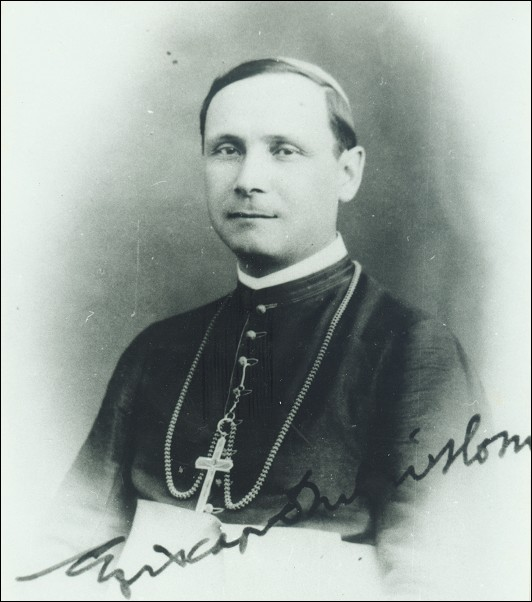
Episcopul Iuliu Hossu (1917-1970)

În primul șematism diecezan publicat la Gherla în 1867 este menționat faptul că episcopia are 525 parohii și 272 filii, împreună alcătuind 797 de comunități bisericești. 
Șematismul diecezei de Gherla identifică, pe anul 1906, un număr de 491 parohii și 365 filii, împreună având 856 comunități bisericești, cu 514.148 de credincioși. 
Șematismul de pe anul 1930, publicat înainte de noua organizare a Provinciei mitropolitane, arată că dieceza Gherlei avea 46 districte protopopești cu 512 parohii și 256 filii, împreună totalizând 768 comunități, cu 572.238 de credincioși.

### La Cluj
În anul 1930 sediul Episcopiei de Gherla a fost mutat la Cluj, ocazie cu care denumirea episcopiei a fost schimbată în „Episcopia de Cluj-Gherla”. Vechea biserică a călugărilor minoriți din Cluj a devenit catedrală greco-catolică, iar catedrala din Gherla a primit statutul de con-catedrală.
Episcopul Iuliu Hossu a adus la noul sediu al episcopiei iconostasul bisericii greco-catolice din Certege, pictat la mijlocul secolului al XVIII-lea de zugravul rutean Vasile Zboroschi (Zboroski). După interzicerea Bisericii Române Unite cu Roma în anul 1948 și dezafectarea capelei de la sediul Episcopiei de Cluj-Gherla, iconostasul respectiv a fost mutat la biserica Adormirea Maicii Domnului din Cluj-Mănăștur. În prezent se află la Muzeul Arhiepiscopiei Ortodoxe a Clujului.

## Monumente
În cuprinsul acestei episcopii se găsește Mănăstirea Nicula, cel mai însemnat loc de pelerinaj din nordul Ardealului, luat în 1948 de către Biserica Ortodoxă Română. Episcopia de Cluj-Gherla a deschis un proces în instanțele de judecată împotriva Arhiepiscopiei Ortodoxe a Vadului, Feleacului și Clujului, a Mănăstirii ortodoxe de la Nicula și a Statului Român, proces juridic deschis în vederea restituirii așezământului monahal care i-a aparținut până în 1948,. an în care autoritățile comuniste au interzis Biserica Greco-Catolică Română, confiscându-i întreg patrimoniu, dat ulterior în folosință Bisericii Ortodoxe Române, respectiv Statului Român însuși.